# Повага до фонду
Повага до фонду (англ. Respect des fonds, фр. le respect pour les fonds) — принцип в архівній теорії, який пропонує групувати колекції архівних документів відповідно до їх фондів (відповідно до суб'єкта, яким вони були створені або від якого отримані). Це один із кількох принципів провенанса, які керуються архівним упорядкуванням і описом з кінця ХІХ століття до наших днів. Це схоже на архівну цілісність, яка диктує, що «сукупність записів, отриманих в результаті однієї діяльності, повинна зберігатися як група». Це також тісно пов'язане з ідеєю оригінального порядку — ідеєю, що архівісти повинні підтримувати записи, використовуючи організаційну систему творця. Однак повага до фондів відрізняється від цього іншого основоположного підпринципу походження тим, що стосується цілісності колекції чи групи записів у цілому, а не організації матеріалів у цій колекції чи групі записів.

## Витоки
Більшість архівістів вважають, що повага до фондів виникла із циркуляру під назвою «Instructions pour la mise en ordre et le classement des archives departementales» (широко відомого як «Циркуляр № 14»), виданого Міністерством внутрішніх справ Франції 24 квітня 1841 року та автором якого є Наталіс де Вайлі, голова адміністративного відділу Національного архіву Франції; хоча Лучіана Дуранті знайшла докази цього принципу в Неаполі трьома десятиліттями раніше. Циркуляр Вейлі наказував архівістам «зібрати різні документи за фондами, тобто сформувати колекцію всіх документів, що походять від органу, організації, сім'ї чи особи, і розташувати різні фонди у певному порядку». Цей принцип отримав більш широке поширення в 1839 році завдяки постановам, виданим французьким міністром громадської освіти. На цьому етапі це не обов'язково означало повагу de l'ordre intérieure або оригінальний порядок, оскільки французи мали звичку організовувати фонди за роками, тематикою, релевантністю чи іншою системою. Лише після встановлення німецького Provenienzprinzip (або провенансу) через постанову, прийняту Прусським державним архівом у 1881 році, яка вимагала, щоб архівіст підтримував як цілісність фондів, так і Registraturprinzip або оригінальний порядок тих самих записів, обидва принципи стали розглядатися як стовпи обробки архівів. Пізніше повага до фондів була пропагована у 1898 році в дуже впливовому Посібнику з упорядкування та опису архівів (також відомому як «Голландський посібник»). Далі він був кодифікований шляхом ратифікації на Першому міжнародному конгресі архівістів і бібліотекарів, що відбувся в Брюсселі в 1910 році, і займав важливе місце в роботі видатного британського архівіста сера Гіларі Дженкінсона, який описав його як «найважливішу з усі принципи управління архівами».

## Інтерпретація
Хоча повага до фондів зазвичай вважається основною концепцією архівної справи, деякі критики відзначають як історичну випадковість її створення, так і непрактичність її виконання. Критики стверджують, що respect des fonds виник через необхідність знайти спрощений метод для архівістів-початківців, щоб керувати зростаючим обсягом архівних матеріалів. Створений для державних паперів, а потім широко застосований до всіх видів архівних матеріалів, принцип не завжди добре переноситься на інші налаштування, особливо на особисті папери. Навіть якщо застосовувати лише до державних записів, проблеми спливають; фонди не завжди відображають характер і використання документів, які вони містять, особливо якщо документи використовувалися кількома установами. Хоча обидва випливають із бажання якнайкраще відобразити походження, існує природна суперечність між фондами та початковим порядком, оскільки менеджери записів можуть знищити фонди, щоб створити придатну для використання систему керування. Архівні процедури зазнали критики з боку постструктурних і постколоніальних мислителів, які спостерігали за тим, як влада диктує методи впорядкування й опису матеріалів. Незважаючи на таку критику, нещодавня революція в архівному робочому процесі, мотивована стаття «Більше продукту, менше процесу» Ґріна та Мейснера, спрямована на збереження фондів і посилює його, позбавляючи пріоритетності детальної обробки. Недавні роботи шукали альтернативні моделі та методи, але вони залишаються переважно концептуальними.
Між 1930-ми та 1950-ми роками принципи поваги до фондів та архівної цілісності неодноразово обговорювалися в контексті роботи Секції збереження документів Британської асоціації записів (служба порятунку архівних матеріалів) щодо етичних наслідків розподіл споріднених груп документів між різними архівними сховищами.